# Santa Bárbara (kommun i Colombia, Nariño)
Santa Bárbara är en kommun i Colombia.   Den ligger i departementet Nariño, i den västra delen av landet, 500 km sydväst om huvudstaden Bogotá. Antalet invånare är 15 332.